# Hrasinai meteorit

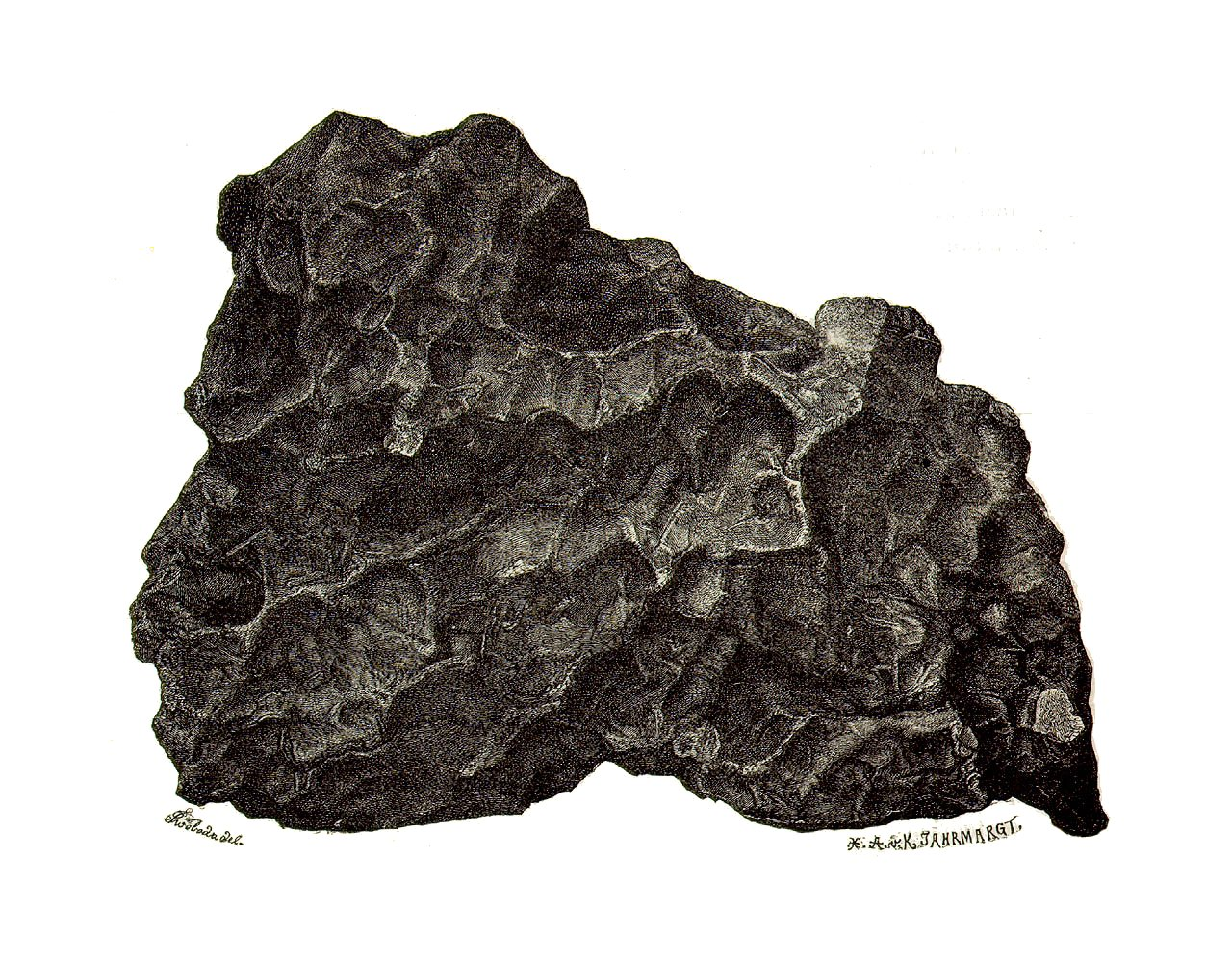
A Hrasina vasmeteorit egyik darabja

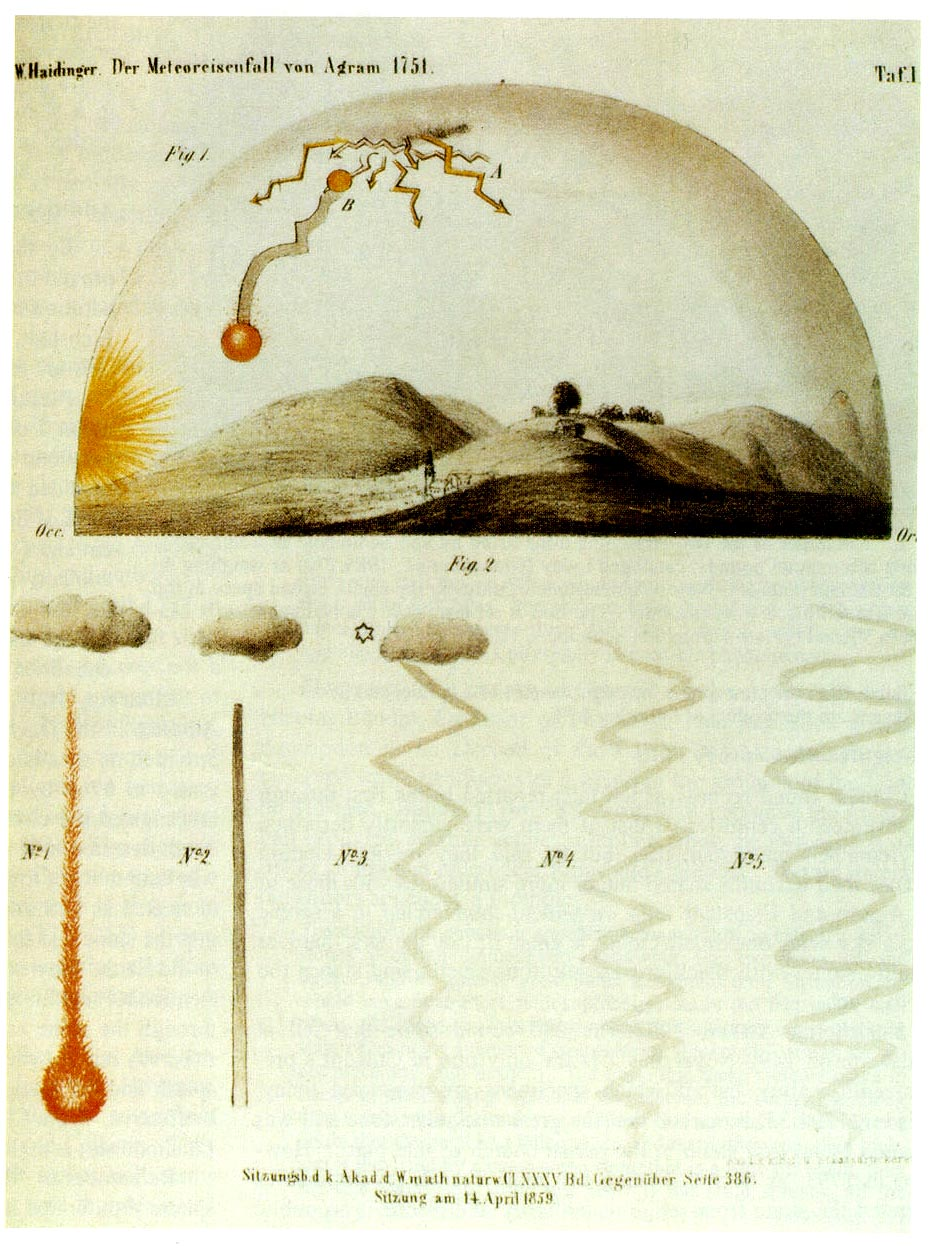
A hrasinai meteorithullás korabeli rajza, melyet Szigetváron készítettek 1751-ben

A hrasinai meteorit egy vasmeteorit, amely 1751. május 26-án este 6 órakor hullott le a Varasd vármegyei Hrasina határában, (az akkor társországként a Magyar Királysághoz tartozó) Horvátországban.

## Összetétele
Túlnyomórészt nikkel-vas ötvözetekből áll.

## A Hrasina vasmeteorit hullásának története
A Magyarországhoz és Horvátországhoz kapcsolódó első vasmeteorit. A hullás május 26-án este 6 órakor történt, Zágrábtól északra, a Hrasina nevű község határán, vasárnapi napon, a sétáló közönség szeme láttára. Két darab tiszta vastömeg hullott le, melyek egyike csaknem 40 kg, a másik pedig 9 kg tömegű volt.
A hrasinai hullás azért jelentős, mert egyike volt azon két első európai meteorithullásnak, melyek alapján a meteoritika tudománya kifejlődött. Ebben a fejlődésben E. F. F. Chladni meteoritokról szóló könyvének a megjelenése mérföldkő volt. Chladni több korabeli hullást is leír igen részletesen, köztük a hrasinait is.
Külön érdekessége a hrasinai hullásnak az, hogy nemcsak Chladni leírása, hanem egy korabeli rajz is fennmaradt róla. Ezen a rajzon megfigyelhető az a kis felhő, amelyből a tűzgolyóvá váló meteorit előtör, és láthatók a villámok is, amelyek a felhőből villannak szét, végül az utolsó fázisban láthatók a közeledő tűzgolyóból kirepülő tűzcsóvák is.

## Külső hivatkozások
- A Hrasina vasmeteorit a bécsi ásványtani kiállításon.
- A Hrasina a Magyar Természettudományi Múzeum katalógusában.